# Gabi Tóth
Gabi Tóth, nata Gabriella (Tapolca, 17 gennaio 1988), è una cantante ungherese.

## Biografia
Tóth ha intrapreso la carriera musicale nel 2004, partecipando a Megasztár, dove si è classificata 3ª. Fekete virág, il suo album in studio di debutto, è stato messo in commercio l'anno dopo sotto la Magneoton e ha esordito in 27ª posizione nella Album Top 40 slágerlista, oltre a fruttarle una nomination ai Fonogram Award.
Nel 2010 ha pubblicato il secondo LP Elég volt!, che è divenuto il suo miglior posizionamento nella graduatoria dischi ungherese dopo il lancio in 24ª posizione. Due anni più tardi ha gareggiato ad A Dal, la rassegna canora utilizzata per selezionare il partecipante eurovisivo ungherese, garantendosi il posto in finale con l'inedito Nem kell végszó; il suddetto brano si è fermato al 4º posto della Single Top 40 slágerlista.
Nel 2017 ha partecipato nuovamente ad A Dal, dove ha raggiunto la finale, ed è stata candidata agli MTV Europe Music Awards per il premio al miglior artista ungherese.

## Discografia

### Album in studio
- 2005 – Fekete virág
- 2010 – Elég volt!

### Singoli
- 2005 – Fekete virág
- 2006 – Vágyom rád
- 2012 – Nem kell végszó
- 2016 – Ez vagyok én
- 2018 – Énidő
- 2020 – Veled akarok lenni
- 2021 – Az én szívem
- 2021 – Szeretni jöttem
- 2022 – Meg volt írva (con Joci Pápai)
- 2022 – Szívbeemelő
- 2023 – Átkozott nyár